# Before They Make Me Run
Before They Make Me Run är en rocklåt skriven av Mick Jagger och Keith Richards som spår nummer åtta på Rolling Stones album Some Girls, som släpptes 9 juni 1978. Låten spelades in i mars 1978 och första delen av låten berör förlusten av Richards nära vän Gram Parsons, som dog 1973.
"Gonna find my way to heaven, 'cause I did my time in hell / I wasn't looking too good, but I was feeling real well" (" Kommer finna min väg till himlen, för jag har gjort min tid i helvetet / Jag såg inte alltför bra ut, men jag mådde verkligen gott"), sjunger Richards i den tre minuter och 25 sekunder långa låten.

## Medverkande musiker
- Keith Richards - elgitarr och sång
- Ron Wood - elgitarr, akustisk gitarr, Pedal steel guitar, slidegitarr och elbas
- Charlie Watts - trummor
- Mick Jagger - bakgrundssång

## Källa
http://keno.org/stones_lyrics/beforetheymakeme.htlm